# 瑪麗-克萊爾·阿蘭
瑪麗-克萊爾·熱內維耶夫·阿蘭·戈米耶（法語：Marie-Claire Geneviève Alain-Gommier，1926年8月10日—2013年2月26日）是一名法國管風琴家、管風琴學者與管風琴教師，最著名的是她多產的錄音生涯，共錄製了260張唱片，是世界上錄製唱片最多的古典管風琴演奏家。她曾教導過許多世界知名的管風琴演奏家。她是巴哈的專家，錄製了三張巴哈全套管風琴作品以及法國管風琴音樂的唱片。
她是著名管風琴作曲家耶罕·阿蘭和奧利維爾·阿蘭的妹妹，也是業餘管風琴家阿爾伯特·阿蘭的女兒。
阿蘭通常被認為是她那一代最傑出的管風琴演奏家之一，在國際上享有盛名。評論家一致讚揚她的演奏清晰、風格純淨、詮釋的音樂強烈而生動，以及流暢的管風琴註冊藝術。

## 生平

### 早年
瑪麗-克萊爾·熱內維耶夫·阿蘭是阿蘭四個孩子中最小的一個，於1926年8月10日出生在聖日耳曼昂萊。她的父親阿爾伯特·阿蘭是一位管風琴演奏家和作曲家，她的兄弟耶罕和奧利維爾也是。她的母親是瑪格萊娜-克萊爾·阿爾貝蒂（Magdeleine-Claire Alberty）。
11歲時，她開始協助父親在聖日耳曼昂萊教區教堂演奏管風琴。她曾在巴黎音樂學院馬塞爾·迪普雷的管風琴班學習，並獲得四次一等獎。她也曾在那裡跟隨莫里斯·杜呂弗雷學習和聲。
1971年父親過世後，她接替父親成為聖日耳曼昂萊教區教堂的管風琴師，直到2011年退休。

### 職業生涯
1950年，阿蘭贏得日內瓦國際音樂比賽管風琴二等獎。
她曾在呂埃-馬爾邁松音樂學院和巴黎音樂學院任教。她的學生包括喬治·C·貝克、黛安·畢許、蓋伊·博維特、詹姆斯·大衛·克里斯蒂、莫妮克·金德隆、格雷·漢考克、愛德華·希金波、馬庫斯·赫胥黎、貢納爾·伊登斯塔姆、沃爾夫岡·卡里烏斯、喬恩·勞克維克、邁克爾·馬特斯、多梅尼科·莫岡特、丹尼爾·羅特、沃爾夫岡·魯布薩姆、大衛·桑格、海爾加·紹爾特-莫布埃特、辛東一、馬丁·史特霍克、瑪麗娜·切布基娜、托馬斯·特羅特、弗里茨·維爾納以及埃萊克斯·蘇薩。她去世後，她的學生名單被形容為「現今管風琴界的名人錄」。
她是世界上錄製唱片最多的古典管風琴演奏家，在她的唱片目錄中有超過260張唱片。阿蘭曾三次錄製J·S·巴哈的管風琴作品全集，以及其他十幾位主要作曲家的管風琴作品全集和許多個別作品。她對哥哥耶罕的管風琴作品情有獨鍾，耶罕在她開始音樂學院的學習之前就去世了。她與莫里斯·安德烈合作錄製的管風琴與小號作品，是她最受歡迎的作品之一。1994年，當她第三次錄製巴哈的管風琴作品時，她向英國雜誌《The Organ》解釋為何要再次錄製這些作品：
這是因為這些樂器，這些樂器凌駕於一切之上，以及它們被修復到的優良狀態——而且事實上，它們現在已經可以被使用了。這些錄音使用的是巴哈時代的樂器，我們知道巴哈甚至演奏過其中的一些樂器——這是一種非凡的感覺，將您的雙手放在鍵盤上，知道他在您之前250年就在那裡！
阿蘭與聖奧爾本斯國際管風琴音樂節有長期的合作關係。她編輯了她哥哥耶罕的作品出版，包括〈Chanson à bouche fermée〉。
她於1950年6月17日與雅克·查爾斯·戈米耶（Jacques Charles Gommier）結婚；直到他於1992年在聖喬治新城去世。他們的兒子貝諾（Benoît）於2009年去世。阿蘭於2013年2月26日在巴黎郊區勒佩克的一家療養院去世，由他們的女兒奧蕾莉（Aurélie）撫養。

## 獲獎與榮譽
- 萊奧尼·桑寧音樂獎（英语：Léonie Sonning Music Prize）（1980年，丹麥）[6]
- 法國榮譽軍團大軍官勳章（2010年，法國）[7]

## 外部連結
- 瑪麗-克萊爾·阿蘭在Allmusic上的頁面
- Interview, The Organ （页面存档备份，存于）
- Interview Organ Month Haarlem, 1988 （页面存档备份，存于）
- Obituary, Orgel Nieuws, 26 February 2013 （页面存档备份，存于）
- Obituary, Diapason, 27 February 2013
- Pipedreams Documentary Part I, 12 February 2001  （页面存档备份，存于）
- Pipedreams Documentary Part II, 25 February 2002 （页面存档备份，存于）